# Respect Yourself
Respect Yourself es el decimoctavo álbum de estudio del músico británico Joe Cocker, publicado por la compañía discográfica Parlophone en julio de 2002. De forma similar a trabajos anteriores, Respect Yourself obtuvo un mayor éxito en países europeos como Alemania, Bélgica y Suiza, donde entró en el top 10 de las listas de discos más vendidos, frente a su país natal, donde solo llegó al puesto 51 de la lista UK Albums Chart. Respect Yourself fue también certificado disco de oro por la SNEP y por la IFPI al superar las 100 000 copias vendidas en Francia y las 25 000 unidades vendidas en Suiza respectivamente.

## Lista de canciones
1. "You Can't Have My Heart" (John Shanks, Tonio K, C. J. Vanston) – 4:01
2. "Love Not War" (Barbara Griffin, Tom Snow) – 4:00
3. "You Took It So Hard" (Shanks, Tonio K, Vanston) – 4:27
4. "Never Tear Us Apart" (Andrew Farriss, Michael Hutchence) – 4:03
5. "This Is Your Life" (Shelly Peiken, Shanks) – 4:34
6. "Respect Yourself" (Luther Ingram, Mark Rice) – 5:14
7. "I'm Listening Now" (Shanks, Tonio K) – 5:01
8. "Leave a Light On" (Peiken, Shanks, Vanston) – 4:34
9. "It's Only Love" (Peiken, Shanks) – 3:55
10. "Every Time It Rains" (Randy Newman) – 3:34
11. "Midnight Without You" (Chris Botti, Paul Buchanan, Paul Joseph Moore) – 5:08

## Personal
- Joe Cocker – voz
- John Shanks – guitarra y coros
- Rusty Anderson – guitarra
- Tim Pierce – guitarra
- Paul Bushnell – bajo
- C. J. Vanston – órgano Hammond
- Patrick Warren – sintetizador, teclado, wurlitzer, órgano Hammond y orquestación
- Bruce Eskovitz – saxofón
- Nick Lane – trombón
- William Churchville – trompeta
- Chris Tedesco – trompeta
- Kenny Aronoff – batería
- Lenny Castro – percusión
- Julia Waters – coros
- Maxine Waters – coros
- C.C. White – coros
- Lucy Woodward – coros

## Posición en listas
| País              | Lista                 | Posición |
| ----------------- | --------------------- | -------- |
| Alemania          | Media Control Charts  | 3        |
| Austria           | Austrian Albums Chart | 12       |
| Bélgica (Flandes) | Ultratop 200          | 6        |
| Bélgica (Valonia) | Ultratop 200          | 6        |
| Finlandia         | Finnish Albums Chart  | 35       |
| Francia           | SNEP Albums Chart     | 13       |
| Noruega           | VG-lista Albums Chart | 30       |
| Países Bajos      | Dutch Top 40          | 34       |
| Reino Unido       | UK Albums Chart       | 51       |
| Suiza             | Swiss Albums Chart    | 5        |

| Sencillo              | País        | Lista            | Posición |
| --------------------- | ----------- | ---------------- | -------- |
| «Never Tear Us Apart» | Reino Unido | UK Singles Chart | 85       |

## Certificaciones
| País    | Organismo certificador | Certificación | Ventas certificadas | Ref.  |
| ------- | ---------------------- | ------------- | ------------------- | ----- |
| Francia | SNEP                   | Oro           | 100 000             | [ 4 ] |
| Suiza   | IFPI                   | Oro           | 25 000              | [ 5 ] |